# Belém (Pará)
Belém is een gemeente en grote stad in het noorden van Brazilië. Het is de hoofdstad van de staat Pará en ligt aan de monding van de Amazonerivier. De gemeente is onderdeel van de regiometropool Belém. Het oude centrum heeft een rastervormig patroon.

## Geografie

### Hydrografie
- De Amazone delta, de baai Guajará met de rivieren Acará, Guamá, Maguari en Tocantins.

### Aangrenzende gemeenten
De gemeente grenst aan Acará, Ananindeua, Barcarena, Marituba, Santa Bárbara, Santo Antônio en met het eiland Marajó met de gemeenten Cachoeira do Arari en Ponta de Pedras.

## Cultuur

### Bezienswaardigheden
Belangrijke monumenten/toeristische trekpleisters zijn:
- Het fort Forte do Castelo de Belém
- De vismarkt Mercado Ver-o-Peso (uit 1688)
- Het marktgebouw Mercado de São Brás (uit 1911)
- Het opera theater Theatro da Paz

#### Musea
- Het museum Museu Paraense Emílio Goeldi
- Het Palacete das Onze Janelas ("Paleis van de elf ramen") met museum voor hedendaagse kunst

#### Kerken
- De kathedraal Catedral Metropolitana de Belém
- De katholieke kerk Igreja de Nossa Senhora das Mercês
- De katholieke kerk Igreja e Colégio de Santo Alexandre
- De basiliek Basílica de Nossa Senhora de Nazaré
- De pinksterkerk Igreja Mãe (Moederkerk) van de Assembléia de Deus

#### Parken
- De botanische tuin Mangal das Garças
- De botanische tuin Jardim Botânico Bosque Rodrigues Alves

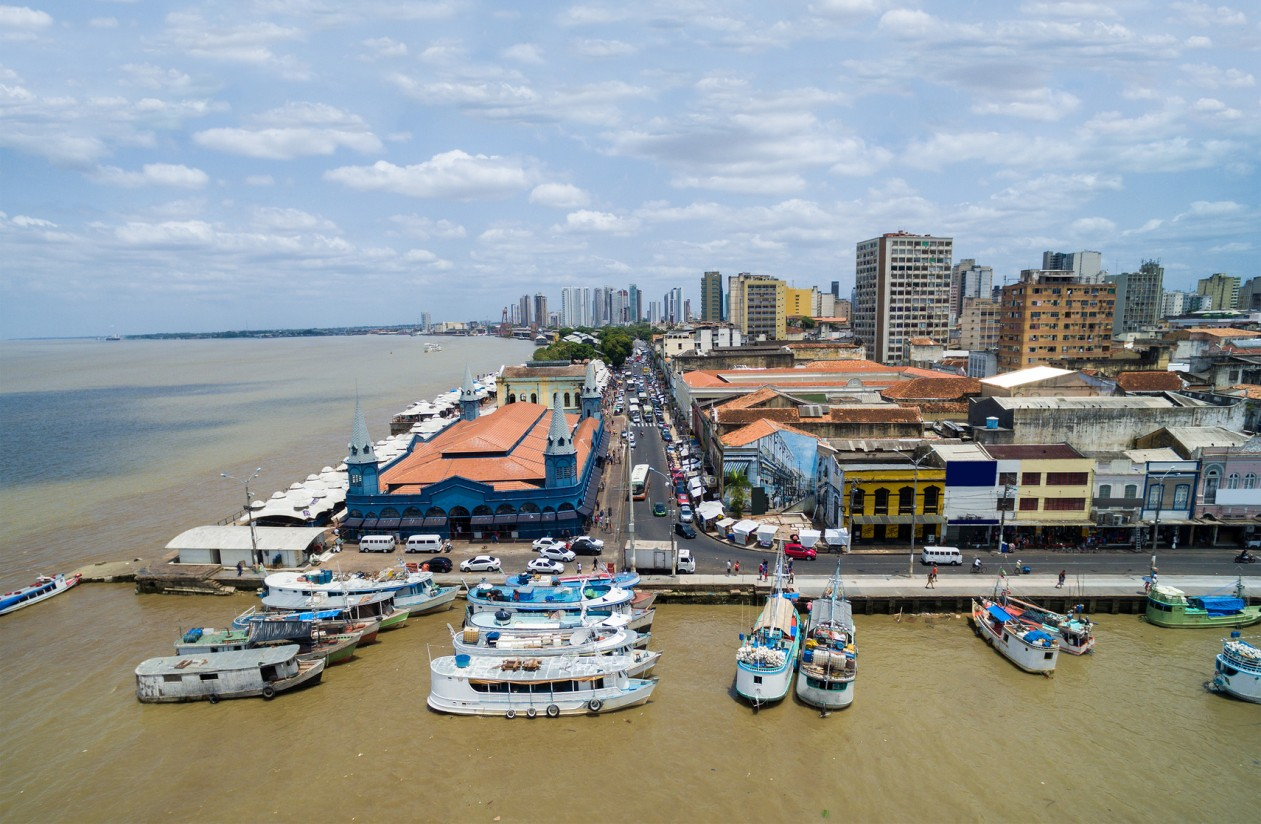
De haven van Belém met op de voorgrond de vismarkt Mercado Ver-o-Peso
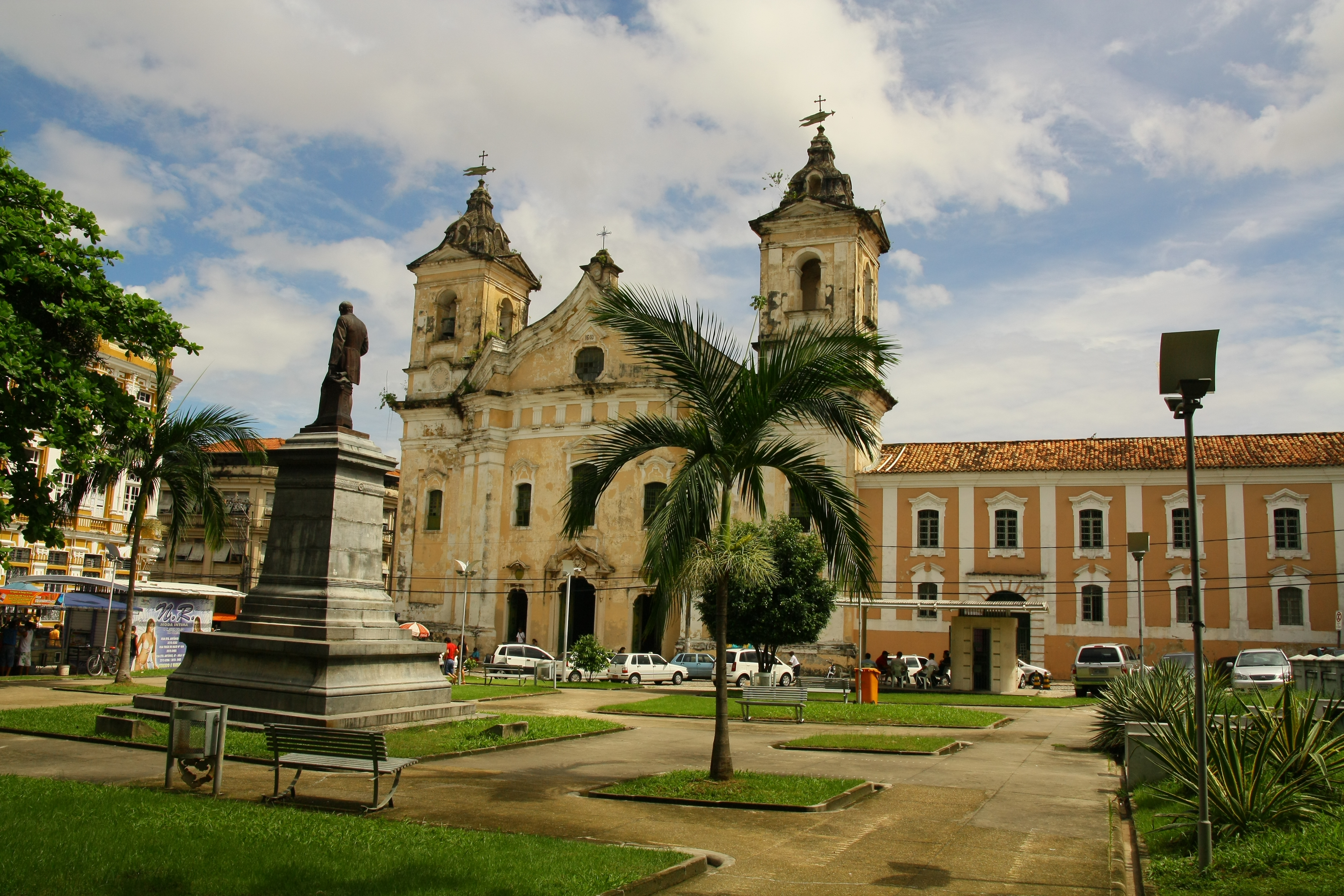
Igreja de Nossa Senhora das Mercês
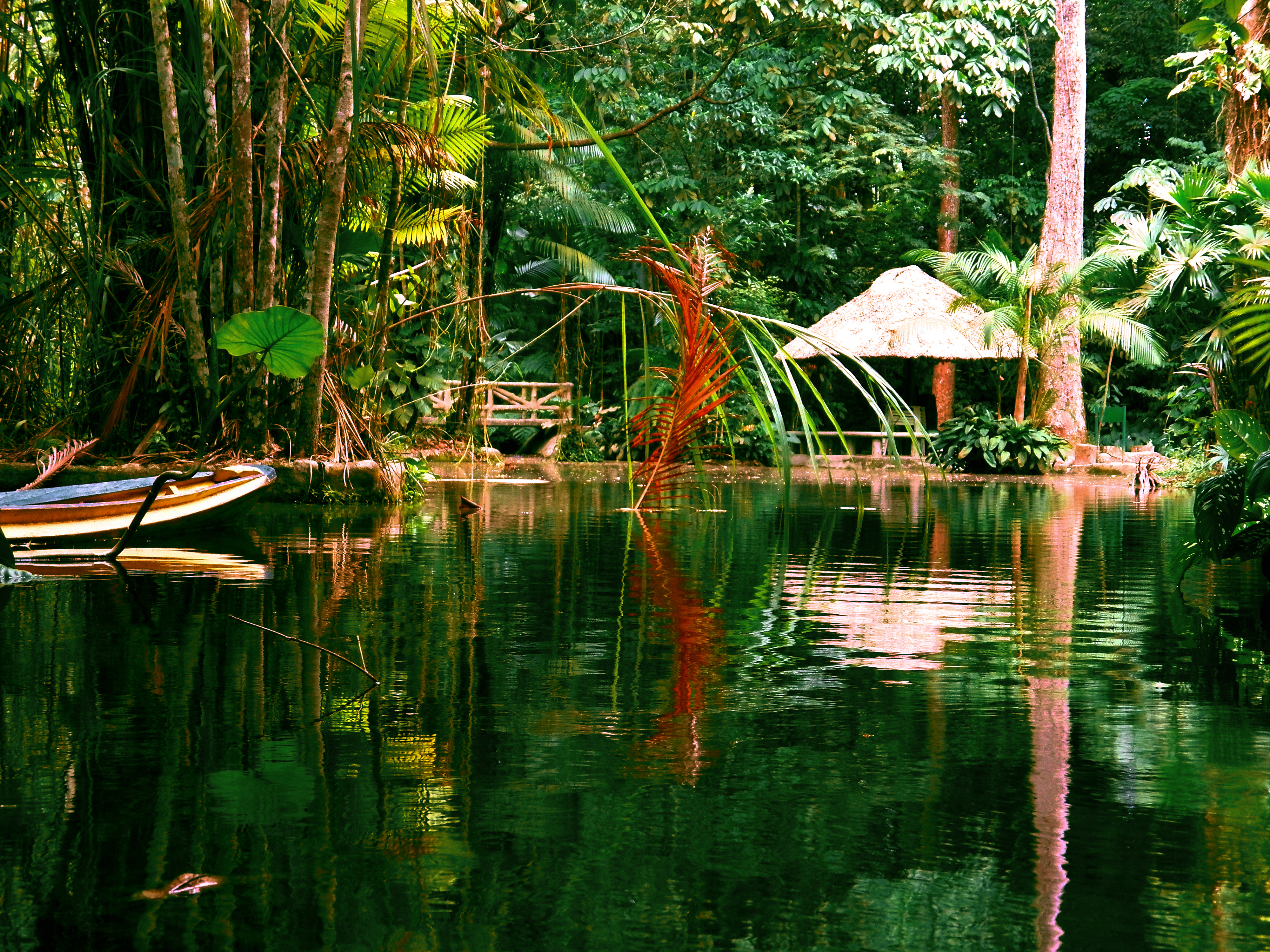
Pequeno Lago in het park Bosque Rodrigues Alves

### Sport
De traditionele voetbalclubs uit de stad zijn Remo en Paysandu. Deze clubs hebben een grote rivaliteit, ze domineren het staatskampioenschap. Ook op nationaal niveau draaien de clubs mee, al spelen ze niet meer op het hoogste niveau daar. Tuna Luso, opgericht door de Portugese gemeenschap, is de derde club van de stad en won ook al enkele staatstitels. Sport Belém is de vierde club, maar kon nog geen prijzen winnen. Tot 1959 speelden enkel clubs vanuit Belém in de staatscompetitie, die vanaf dan mondjesmaat ook voor andere clubs toegankelijk werd. In totaal speelden er maar liefst 48 clubs uit Belém ooit in de hoogste klasse, het overgrote deel daarvan bestaat niet meer.

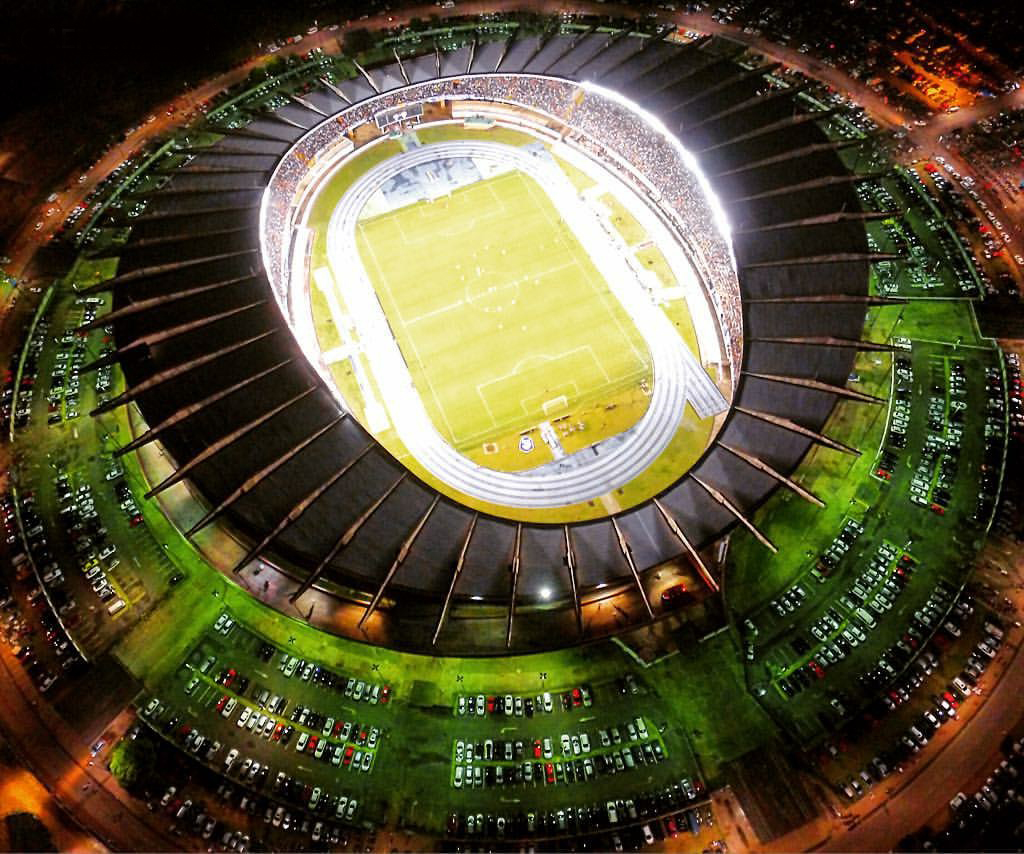
Estádio Olímpico in Belém

## Verkeer en vervoer

### Wegen
Belém is via de snelweg BR-010 verbonden met de hoofdstad Brasilia. Andere snelwegen rond de stad zijn de BR-316, PA-140, PA-150, PA-391 en PA-406.

### Luchthaven
- Aeroporto Internacional de Belém - Val de Cans is de belangrijkste luchthaven van Belém.

## Onderwijs
- Universidade Federal do Pará (UFPA), de universiteit van Belém.

## Stedenbanden
Zustersteden van Belém:
- Campinas, Brazilië
- Goiânia, Brazilië
- Manaus, Brazilië
- Nanyang, China
- Fort-de-France, Martinique
- Bethlehem, Palestina
- Aveiro, Portugal

## Bekende inwoners van Belém

### Geboren
- Guilherme Paraense (1884-1968), olympisch schutter
- Benjamin de Almeida Sodré, "Mimi Sodré" (1892-1982), voetballer
- Ismael Nery (1900-1934), kunstschilder, dichter en filosoof
- Hélio Gracie (1913-2009), vechtsporter
- Octávio Sérgio da Costa Moraes, "Octávio" (1923-2009), voetballer
- Waldir Cardoso Lebrêgo, "Quarentinha" (1933-1996), voetballer
- Walter Bandeira (1941-2009), zanger en acteur
- Simão Jatene (1949), gouverneur van Pará[3]
- Sócrates Brasileiro Sampaio de Souza Vieira de Oliveira, "Sócrates" (1954-2011), voetballer
- Clécio Luís (1972), gouverneur van Amapá
- Giovanni Silva de Oliveira, "Giovanni" (1972), voetballer
- Rogério Ferreira (1973), beachvolleyballer
- Helder Barbalho (1979), gouverneur van Pará
- Charles Dias de Oliveira, "Charles" (1984), voetballer
- Rony Lopes (1995), Portugees voetballer
- Renato Lima (1999), beachvolleyballer

### Overleden
- Antônio Carlos Gomes (1836-1896), componist en pianist
- François Thijm, (1943-2015), Surinaams voetbalkeeper

### Woonachtig (geweest)
- Emil Goeldi (1859-1917), Zwitsers natuuronderzoeker
- Emilie Snethlage (1868-1929), Duits natuuronderzoekster
- Adolpho Ducke (1876-1959), Oostenrijks-Hongaars Braziliaans botanicus, entomoloog en etnoloog
- Gunnar Vingren (1879-1933), Zweeds zendeling
- Daniel Berg (1884-1963), Zweeds zendeling

## Galerij

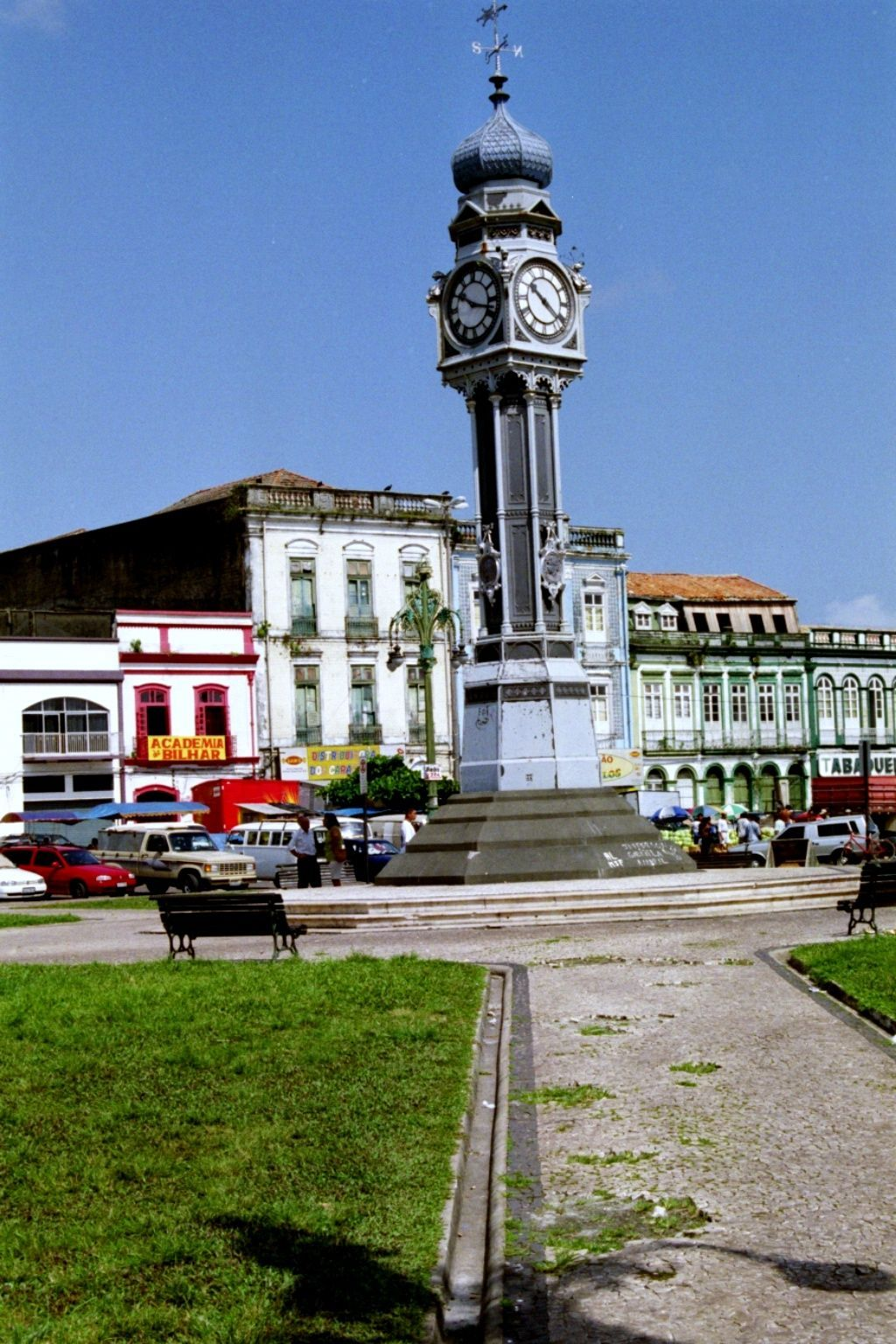
Klok op het plein Praça do Relógio in het centrum
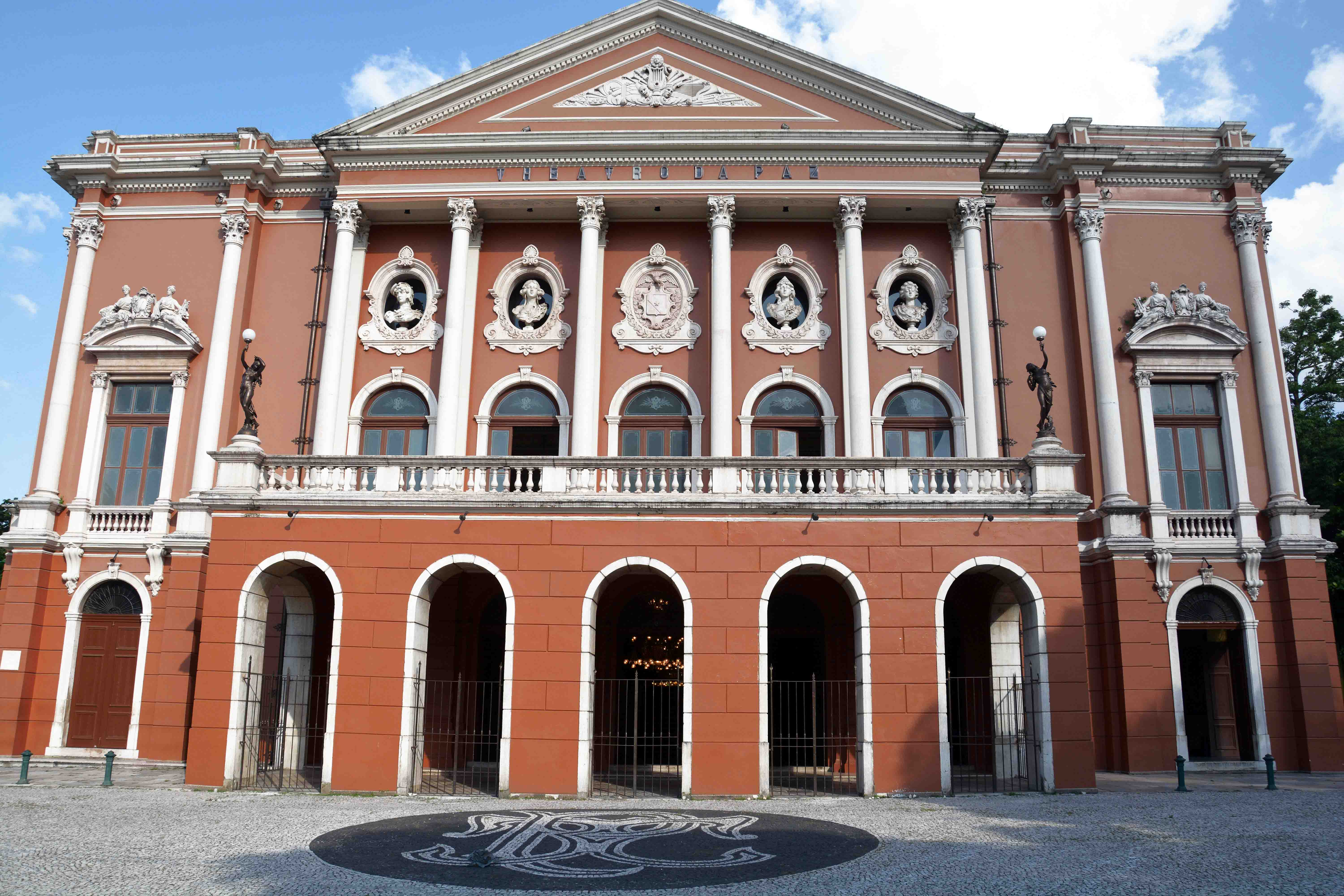
Theatro da Paz
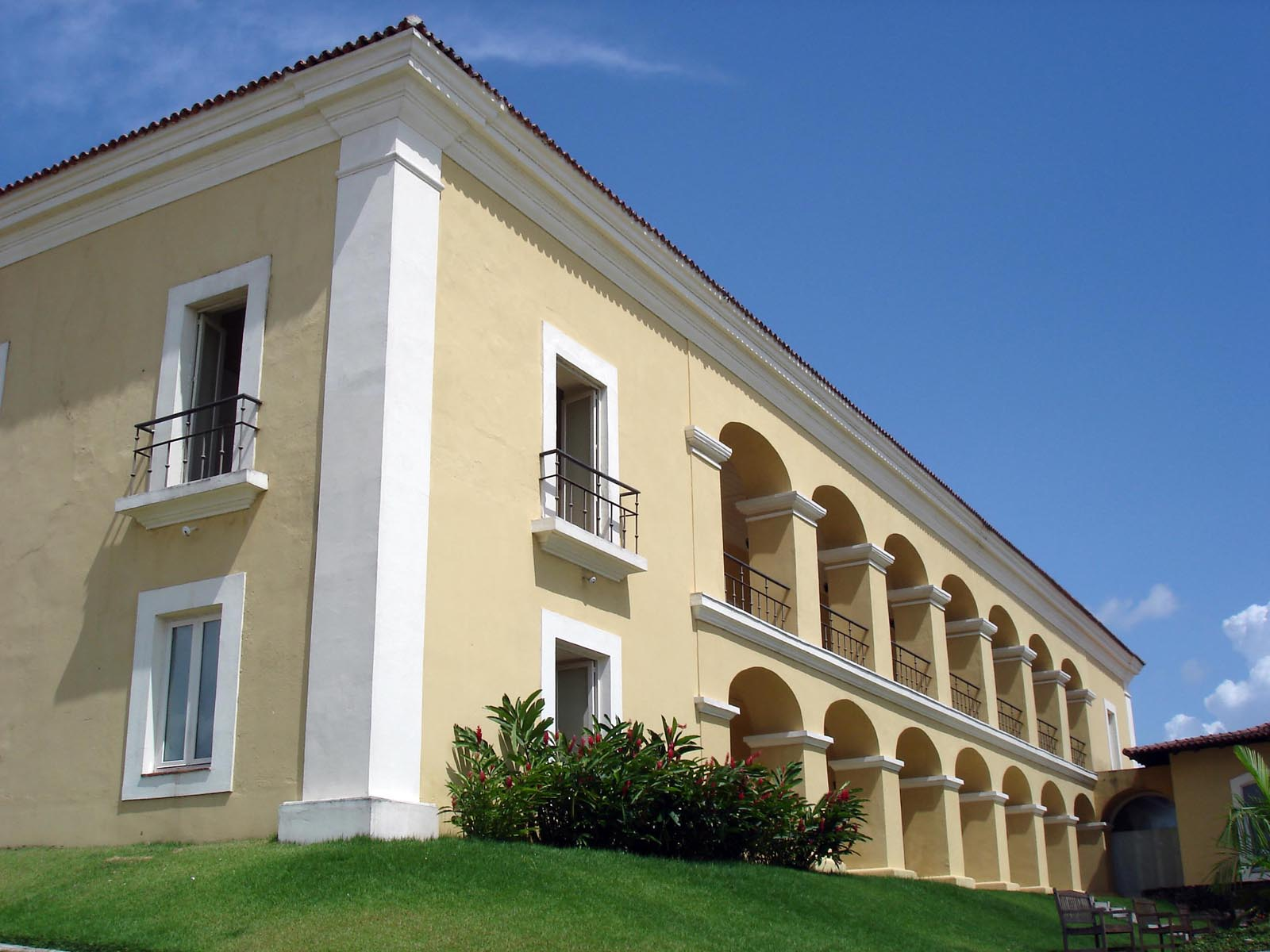
Palacete das Onze Janelas
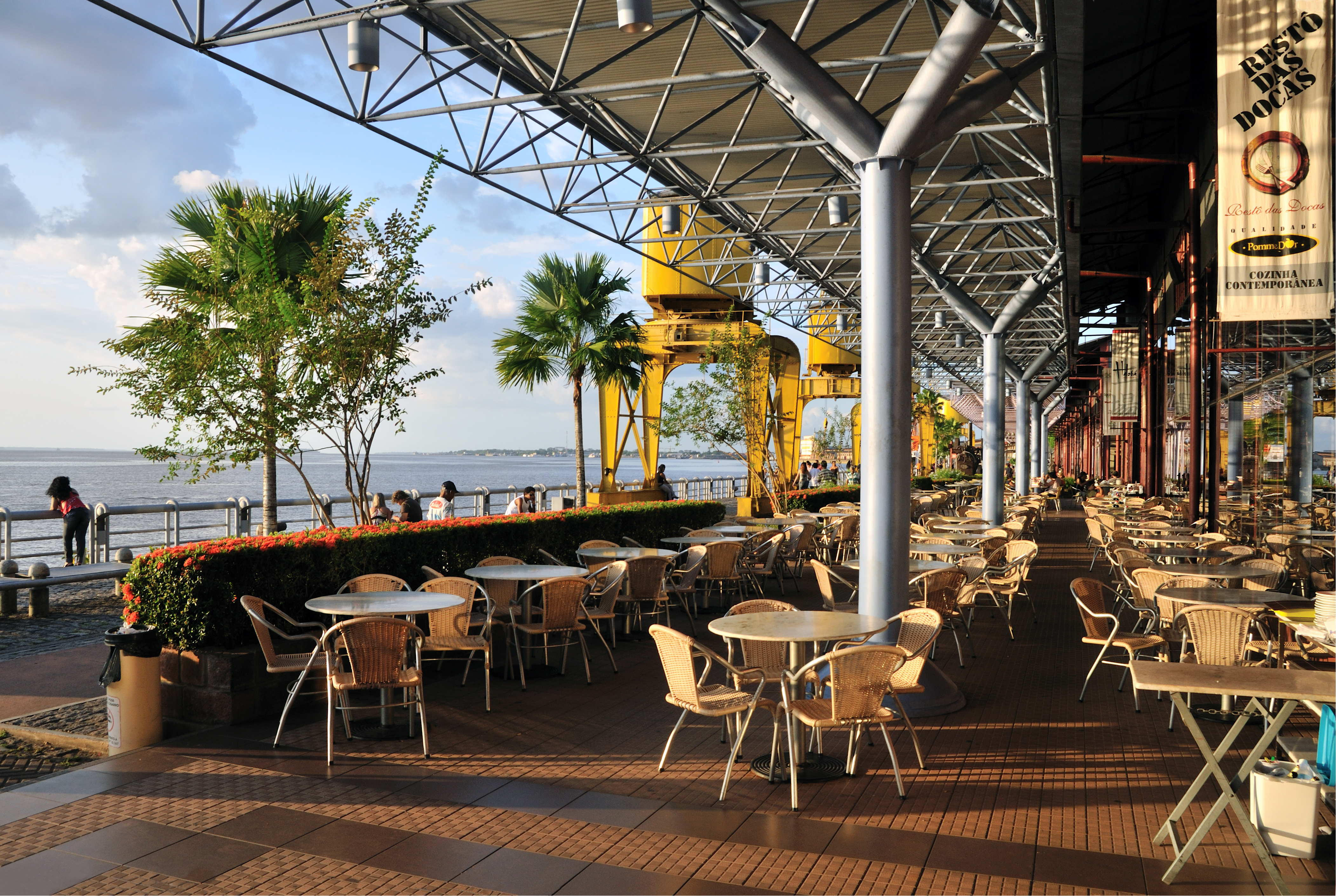
Uitgaansgebied Las Docas
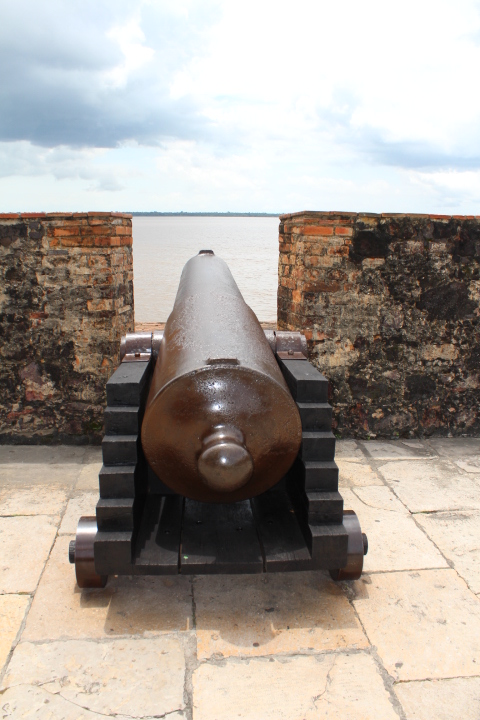
Kanon van het fort